# Elecciones estatales de Baviera de 1958
Las Elecciones estatales de Baviera de 1958 se llevaron a cabo el 23 de noviembre de ese año.
La CSU ganó 7.6 puntos y 18 escaños, pero no le valió para recuperar la mayoría absoluta.
Los socialdemócratas subieron 2,7 puntos y 3 escaños.
Los liberales perdieron 1,6 puntos y 5 escaños.
El Partido de Baviera sufrió un descalabro electoral: perdió 5,1 puntos y la mitad de sus escaños (14).
El Bloque de los Expulsados perdió 1,5 puntos y 2 escaños, pero pasó a ser la tercera fuerza política a ser la cuarta.
Para estas elecciones continuó en vigor una ley electoral distinta a la cláusula del cinco por ciento, en donde un partido debía obtener el 10% de los votos en al menos un distrito electoral para obtener representación parlamentaria.
Los resultados fueron:
| Partido Político | Partido Político                    | Porcentaje | Escaños |
| ---------------- | ----------------------------------- | ---------- | ------- |
|                  | Unión Social Cristiana de Baviera   | 45,6       | 101     |
|                  | Partido Socialdemócrata de Alemania | 30,8       | 64      |
|                  | Bloque de los Expulsados            | 8,6        | 17      |
|                  | Partido de Baviera                  | 8,1        | 14      |
|                  | Partido Liberal de Alemania         | 5,6        | 8       |